# Gallina nana flor d'ametller
La gallina nana flor d'ametller també coneguda per molts altres noms populars com perica, periqueta, periquina, peterrona, quica o quiquina és una raça de gallina pròpia de Catalunya.

## Història
No se sap de la seva antiguitat, és una raça disseminada que sempre es recorda a les masies de tota Catalunya, sobretot de la zona de Barcelona cap avall. El seu nom prové de les clapes característiques que tenen en forma dels pètals dels ametllers.
La seva disseminació faria que es tractés més aviat d'un grup racial en comptes d'una raça, però des de la dècada de 1990 que s'ha redactat un estàndard per perfilar la població.
L'IRTA i l'empresa Aviraut han col·laborat per recuperar-la. També s'ha creat una associació de criadors.

## Característiques
- Plomatge de diferents colors, però sempre clapat de blanc.
  - Daurada amb clapat blanc.
  - Canyella amb clapejat blanc.
  - Negra amb clapejat de blanc.
  - Blava amb clapejat de blanc.
  - Blanc cendrós.
- Gall d'uns 1.100 grams i gallina d'uns 800.
- Tarsos predominantment blancs.
- Orelletes blanques.
- Ous d'uns 38 grams.
- Grans aptituds maternes.